# Mauloutchia sambiranensis
Mauloutchia sambiranensis är en tvåhjärtbladig växtart som först beskrevs av René Paul Raymond Capuron, och fick sitt nu gällande namn av Sauquet. Mauloutchia sambiranensis ingår i släktet Mauloutchia och familjen Myristicaceae. Inga underarter finns listade i Catalogue of Life.